# Lista de membros correspondentes da Academia Brasileira de Ciências empossados em 2007
Esta lista contém os nomes dos membros correspondentes da Academia Brasileira de Ciências empossados em 2007. 
| Imagem | Nome                  | Datas de nascimento e falecimento              | Local de nascimento   | Área de especialização | Alma mater                       | Data de posse      | Conhecido por | Referências |
| ------ | --------------------- | ---------------------------------------------- | --------------------- | ---------------------- | -------------------------------- | ------------------ | --- | ----------- |
|        | Dick Peters           | 14 de fevereiro de 1932 08 de novembro de 2023 | Países Baixos         | Ciências Biológicas    |                                  | 30 de maio de 2007 | | [ 2 ] [ 3 ] |
|        | Iain Le May           | 30 de outubro de 1936                          | Canadá                | Ciências da Engenharia | Universidade de Glasgow, Escócia | 30 de maio de 2007 | | [ 4 ]       |
|        | Marc G. Caron         | 26 de julho de 1946                            | Quebec, Canadá        | Ciências Biomédicas    | Universidade Laval, Canadá       | 30 de maio de 2007 | | [ 5 ]       |
|        | Pierre-Louis Lions    | 11 de agosto de 1956                           | Grasse, França        | Ciências Matemáticas   | ENS Paris, França                | 30 de maio de 2007 | Recebeu Medalha Fields (1994). É doutor honoris causa pela Universidade Heriot-Watt (Edimburgo) e da Universidade da cidade de Hong Kong. | [ 6 ]       |
|        | Timothy John Williams | 31 de março de 1945                            | Glócester, Inglaterra | Ciências Biomédicas    | UCL, Reino Unido                 | 30 de maio de 2007 | | [ 7 ]       |